# Điêu Quốc Tân
Điêu Quốc Tân (tiếng Trung: 刁国新; bính âm: Diāo Guóxīn; sinh tháng 10 năm 1958) là một trung tướng Quân Giải phóng Nhân dân Trung Quốc (PLA). Ông từng là Chính ủy Quân khu Tây Tạng từ năm 2012 đến năm 2016.

## Tiểu sử
Điêu Quốc Tân sinh tháng 10 năm 1958 tại Thái Hưng, tỉnh Giang Tô. Ông gia nhập Quân Giải phóng Nhân dân Trung Quốc vào tháng 2 năm 1976 và gia nhập Đảng Cộng sản Trung Quốc vào tháng 3 năm 1979. Ông tốt nghiệp đại học.